# Clavicollis austriacus
Clavicollis austriacus là một loài bọ cánh cứng trong họ Anthicidae. Loài này được Pic miêu tả khoa học năm 1901.